# Feketefejű trupiál
A feketefejű trupiál (Icterus graduacauda) a madarak osztályának verébalakúak (Passeriformes) rendjébe, azon belül a csirögefélék (Icteridae) családjába tartozó faj.

## Rendszerezése
A fajt René Primevère Lesson francia ornitológus írta le 1839-ben. Előfordult Icterus melanocephalus néven is.

## Alfajai
- Icterus graduacauda audubonii Giraud, 1841
- Icterus graduacauda dickeyae van Rossem, 1938
- Icterus graduacauda graduacauda Lesson, 1839
- Icterus graduacauda nayaritensis van Rossem, 1938[2]

## Előfordulása
Az Amerikai Egyesült Államokban fészkel, de megtalálható  Mexikó, Belize, Guatemala és Puerto Rico területén is. Természetes élőhelyei a szubtrópusi és trópusi síkvidéki és hegyi esőerdők, lombhullató erdők, folyók és patakok környékén. Állandó, nem vonuló faj.

## Megjelenése
Átlagos testhossza 24 centiméter, testtömege 47 gramm.
|  |  |

## Életmódja
Ízeltlábúakkal, kisebb gerinctelenekkel, gyümölcsökkel és nektárral táplálkozik.

## Természetvédelmi helyzete
Az elterjedési területe rendkívül nagy, egyedszáma viszont csökken, de még nem éri el a kritikus szintet. A Természetvédelmi Világszövetség Vörös listáján nem fenyegetett fajként szerepel.